# 6305 Гелголанд
6305 Гелголанд (6305 Helgoland) — астероїд головного поясу, відкритий 6 квітня 1989 року.
Тіссеранів параметр щодо Юпітера — 3,640.